# Maeda Toshinaga
En aquest nom japonès, el cognom és Maeda.
Maeda Toshinaga (前田利长, 1562 - 1614) va ser un samurai i dàimio del domini de Kaga durant els inicis del període Edo en la història del Japó.
Toshinaga va lluitar contra Uesugi Kagekatsu durant la batalla de Sekigahara donant suport a Tokugawa Ieyasu, de manera que després de la victòria va rebre un feu de 215.000 koku que havia pertangut al seu germà Toshimasa, que havia donat suport a Ishida Mitsunari. Amb això Toshinaga va esdevenir el dàimio amb més territori, valorat en 1.250.000 koku, exceptuant a Ieyasu.